# استئودیستروفی
استئودیستروفی (انگلیسی: Osteodystrophy) یک اصطلاح کلی است که به هرگونه رشد دیستروفیک در استخوان‌ها گفته می‌شود.  این رشد استخوانی، رشدی معیوب و غیرطبیعی است که معمولاً با بیماری‌های کلیوی و اختلالات متابولیسم کلسیم و فسفر در ارتباط نزدیک است.
یکی از انواع مهمِ استئودیستروفی، «استئودیستروفی کلیوی» است.